# Área metropolitana de Pontevedra

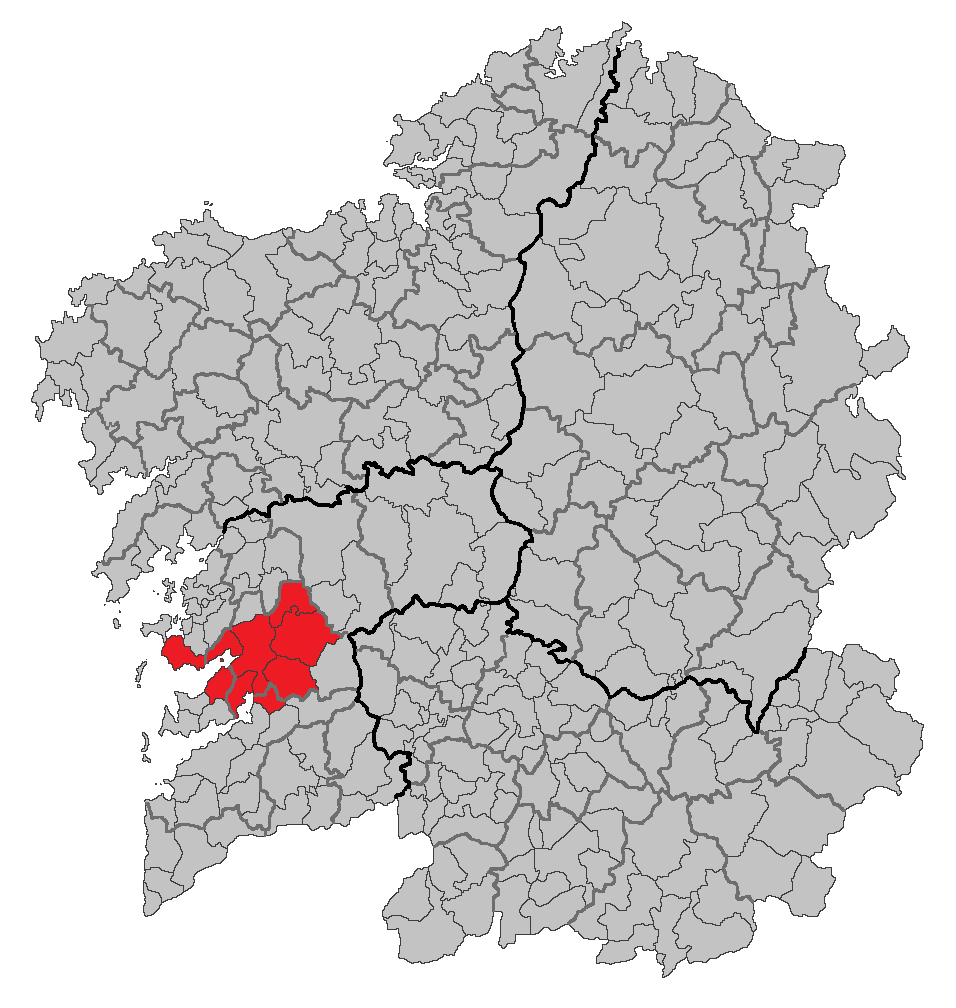

El área metropolitana de Pontevedra se localiza en la zona central de la provincia gallega de Pontevedra (España). Engloba a los municipios de Pontevedra, Cerdedo-Cotobade, Poyo, Puentecaldelas, Vilaboa, Marín, Sotomayor, Sangenjo y Campo Lameiro. La población ronda los 168.049 habitantes.[cita requerida] Los servicios judiciales y sanitarios de los que Pontevedra es centro de área en su provincia abarcan en el caso de la justicia un ámbito territorial y una población de 500 000 habitantes (situados en la Ciudad de la Justicia de Pontevedra en el barrio de A Parda y en el Palacio de Justicia de Pontevedra, en la calle Rosalía de Castro, en el centro de la ciudad) y en el caso de la sanidad una población de más de 300 000 personas (con el Complejo Hospitalario Universitario de Pontevedra como referencia). 

## Demografía
La población se reparte en los siguientes municipios:
| Municipio      | Población | Superficie km² | Densidad h/km² |
| -------------- | --------- | -------------- | -------------- |
| Pontevedra     | 82.934    | 118,28         | 701,17         |
| Cotobad        | 4.432     | 134,68         | 32,37          |
| Poyo           | 16.767    | 33,93          | 494,16         |
| Puentecaldelas | 5.668     | 87             | 65,15          |
| Vilaboa        | 5.978     | 36,9           | 162,01         |
| Marín          | 25.483    | 36,68          | 694,74         |
| Sotomayor      | 7.223     | 24,99          | 289,04         |
| Sangenjo       | 17.582    | 45,08          | 390,02         |
| Campo Lameiro  | 1.982     | 63,82          | 31,06          |
| Total          | 168.049   | 581,36         | 289,06         |

Junto con el Área Metropolitana de Vigo, en el sur de la provincia de Pontevedra, conforma la mayor región urbana de Galicia.

## Comunicaciones

### Aeropuerto
Los tres aeropuertos más utilizados por los pontevedreses están comunicados con la ciudad por medio de la Autopista del Atlántico.
El Aeropuerto Rosalía de Castro de referencia en Galicia se encuentra a 70 kilómetros al noreste de la ciudad de Pontevedra. Ofrece múltiples destinos internacionales y nacionales.
El Aeropuerto de Peinador, más pequeño, se encuentra a 28 kilómetros al sur del centro de la ciudad de Pontevedra. Ofrece algunos destinos nacionales. 
A estos se añade el Aeropuerto de Oporto-Francisco Sá Carneiro, el aeropuerto más grande del noroeste peninsular, con una extensa oferta de vuelos internacionales, el más utilizado por los pontevedreses para vuelos a otros países tanto en Europa como en otros continentes.

### Trenes
En la ciudad de Pontevedra existen dos estaciones de ferrocarril, la céntrica estación de Pontevedra, desde donde se ofrecen servicios de media y larga distancia a Vigo, Santiago de Compostela, La Coruña, Madrid y Alicante, y la estación de Pontevedra-Universidad, con algunas paradas. La estación de Arcade, en el municipio de Sotomayor ofrece servicio de media distancia a Vigo, Pontevedra, Santiago de Compostela y La Coruña. Asimismo, una línea férrea conecta la estación de Pontevedra con el puerto de Marín-Pontevedra.

### Autobuses
En la ciudad de Pontevedra existe una estación de autobuses, la estación de autobuses de Pontevedra, situada en el sur de la ciudad, desde donde se ofrecen servicios de media distancias a las principales localidades de Galicia y de España, así como al extranjero a países como Francia y Portugal, y al aeropuerto de Oporto-Francisco Sá Carneiro. Una conexión peatonal con la estación de ferrocarril situada a pocos metros favorece el transporte intermodal de pasajeros. 

### Puerto
El puerto de Marín-Pontevedra se encuentra en los municipios de Marín y Pontevedra, a 6 kilómetros del centro de la ciudad de Pontevedra. En 2012 registró un movimiento de 1.891.167 toneladas, de las cuales un 43% corresponden a graneles sólidos y un 57% a mercancía general.

## Autopistas, autovías y carreteras
El área metropolitana de Pontevedra está comunicada con su área el resto de Galicia por autovía y autopista.

### Autopistas y autovías en servicio
- AP-9 Autopista del Atlántico (Ferrol - La Coruña - Santiago - Pontevedra - Vigo - Tuy)

Cruza el área metropolitana sentido norte-sur comunicándola con La Coruña, Santiago de Compostela y Vigo. Es la principal autopista de Galicia y de la que parten gran parte de las restantes. 
- A-57 Autovía Barro-Pazos

En construcción circunvalando la ciudad de Pontevedra por el este de sur a norte tiene como objetivo comunicar la capital pontevedresa con Barro y la autovía del Salnés hacia Sangenjo por el norte y con Pazos (Ponteareas) y la A-52 hacia Orense y Madrid por el sur.
- PO-10 Circunvalación suroeste de Pontevedra

- PO-11 Acceso al puerto de Marín

- PO-12 Acceso oeste a Pontevedra

- AG-41 Autovía del Salnés

Conecta Pontevedra con Sangenjo actualmente a partir de la AP-9 y en el futuro a partir de la A-57. 